# العلاقات السورية الغيانية
العلاقات السورية الغيانية هي العلاقات الثنائية التي تجمع بين سوريا وغيانا.

## مقارنة بين البلدين
هذه مقارنة عامة ومرجعية للدولتين:
| وجه المقارنة                                              | سوريا                    | غيانا            |
| --------------------------------------------------------- | ------------------------ | ---------------- |
| المساحة (كم2)                                             | 185.18 ألف               | 214.97 ألف       |
| عدد السكان (نسمة)                                         | 18.27 مليون              | 777.86 ألف       |
| الكثافة السكانية (ن./كم²)                                 | 98.66                    | 3.62             |
| العاصمة                                                   | دمشق                     | جورج تاون        |
| اللغة الرسمية                                             | اللغة العربية            | اللغة الإنجليزية |
| العملة                                                    | ليرة سورية               | دولار غياني      |
| الناتج المحلي الإجمالي (بليون دولار)                      | 60.20 مليار              | 3.68 مليار       |
| الناتج المحلي الإجمالي (تعادل القوة الشرائية) بليون دولار |                          | 5.77 مليار       |
| الناتج المحلي الإجمالي الاسمي للفرد دولار أمريكي          |                          | 4.13 ألف         |
| الناتج المحلي الإجمالي للفرد دولار أمريكي                 |                          |                  |
| مؤشر التنمية البشرية                                      | 0.594                    |                  |
| رمز المكالمات الدولي                                      | +963                     | +592             |
| رمز الإنترنت                                              | .sy                      | .gy              |
| المنطقة الزمنية                                           | ت ع م+02:00، ت ع م+03:00 | 00               |

## منظمات دولية مشتركة
يشترك البلدان في عضوية مجموعة من المنظمات الدولية، منها:
| علم المنظمة | اسم المنظمة                               | تاريخ انضمام سوريا | تاريخ انضمام غيانا |
| ----------- | ----------------------------------------- | ------------------ | ------------------ |
|             | مؤسسة التنمية الدولية                     | 28 يونيو 1962      | 4 يناير 1967       |
|             | يونسكو                                    | 16 نوفمبر 1946     | 21 مارس 1967       |
|             | وكالة ضمان الاستثمار متعدد الأطراف        | 14 مايو 2002       | 18 يناير 1989      |
|             | الأمم المتحدة                             | 24 أكتوبر 1945     | 20 سبتمبر 1966     |
|             | الاتحاد البريدي العالمي                   | ?                  | ?                  |
|             | البنك الدولي للإنشاء والتعمير             | 10 أبريل 1947      | 26 سبتمبر 1966     |
|             | الاتحاد الدولي للاتصالات                  | 12 يناير 1924      | 8 مارس 1967        |
|             | منظمة حظر الأسلحة الكيميائية              | ?                  | ?                  |
|             | مؤسسة التمويل الدولية                     | 28 يونيو 1962      | 4 يناير 1967       |
|             | المركز الدولي لتسوية المنازعات الاستشارية | 24 فبراير 2006     | 10 أغسطس 1969      |
|             | منظمة الشرطة الجنائية الدولية             | ?                  | ?                  |

## وصلات خارجية
- موقع وزارة الخارجية الغيانية